# 加冕 (電影)
《加冕》（英語：Coronation，該詞本義為「加冕」，在片中寫成「CoroNation」，是「coronavirus」（冠狀病毒）和「nation」（國度） 的合寫）是一部紀錄片，由艾未未執導，於2020年8月20日在隨選視訊平台公映。本片是首部關於2019冠狀病毒病疫情的紀錄長片，記錄了中華人民共和國武漢市應對疫情的過程。

## 內容
本片展現了2020年初武漢市因疫情而封城期間一些當地居民的生活。影片拍攝的對象包括：一對從山東駕車返回武漢家中的夫妻；一名赴雷神山醫院參與醫療援助的醫生；一名在疫情期間為客戶派送生活必需品的快遞員；一名參與方艙醫院援助建設後被困武漢，無法返鄉，寄居地下停車場的建築工人；一位支持中國政府疫情應對措施的退休中共黨員和她對政府持批評態度的兒子；幾名不滿當地收治政策的患者；一名拒絕亡父工作單位領導陪同，因而遲遲無法領取父親骨灰的男子。

## 發行
2020年8月20日起，影片在全球範圍內通過Vimeo進行線上放映，美國發行則由Alamo Drafthouse院線的流媒體服務進行。

## 外部連結
- 互联网电影数据库（IMDb）上《加冕》的资料（英文）